# Alcis pallida
Alcis pallida är en fjärilsart som beskrevs av Andreas Bergmann 1955. Alcis pallida ingår i släktet Alcis och familjen mätare. Inga underarter finns listade i Catalogue of Life.